# Kornić
Kornić (olaszul: Cornicchia) falu Horvátországban Tengermellék-Hegyvidék megyében. Közigazgatásilag Krkhez tartozik.

## Fekvése
A Krk-sziget nyugati részén Krk városától 7 km-re északkeletre a Punati-öböl felett mintegy hétszáz méterre fekszik azon a helyen, ahol az öböl a legmélyebben behatol a szárazföldbe. Hasonlóan több, korábban nem tengerparti településhez az utóbbi évtizedekben a turista szálláshelyek kiépítése miatt a beépített terület már egészen megközelítette a Punat-öblöt. Ezért a falu és a part között létrehoztak egy be nem építhető övezetet. Mára nyugatról majdnem összeépült a szomszédos Murajjal is. A 19. század végén és a 20. század elején Lakmartinnal és Murajjal együtt Punat község részét képezte. Az 1992-es közigazgatási átszervezéssel került a környező településekkel együtt Krk városához.

## Története
Kornić neve latin eredetű, valószínűleg a latin „cornu” (szarv) főnévből származik és talán arra utal, hogy a krki birtokok szélén fekszik, mivel innen már a vrbniki birtokok kezdődtek. Más magyarázat szerint  a latin „cornix” (holló, varjú) szóból származik, mivel ezek a madarak gyakran megszállják az itteni magaslatokat. Ismét mások az ősi dalmát nyelv helyi, a 19. század végére kihalt dialektusából próbálják magyarázni a mára szintén kihalt Lizer falura vonatkoztatva, melyhez egykor tartozott. 
Kornić első írásos említése 1503-ban a vegliai püspökség egyik oklevelében történt, melyben Veglia püspöke a Szent Miklós kápolnához tartozó területből egy részt bérbe ad a kornići Martin Divačić részére. A település következő említése 1519-ben történt X. Leó pápa oklevelében, melyben megerősíti a püspököt  néhány kornići terület birtokában, melyek a falu és a Szent Miklós kápolna között fekszenek. Krk szigetét a Velence által kinevezett kormányzók, velencei nemesek igazgatták, akik viszonylagos önállóságot élveztek. A 16. század elején a török veszély miatt a kontinens területeiről számos menekült érkezett ide. 
1797-ben a napóleoni háborúk egyik következménye a Velencei Köztársaság megszűnése volt. Napóleon bukása után 1813-ban Krk osztrák kézre került. Ausztria 1822-ben a Kvarner szigeteivel együtt elválasztotta Dalmáciától és Isztriával kapcsolta össze, mely közvetlenül Bécs irányítása alá tartozott. 1867 és 1918 között az Osztrák–Magyar Monarchia része volt. 1857-ben 271, 1910-ben 444 lakosa volt. Az Osztrák-Magyar Monarchia bukását rövid olasz uralom követte, majd a település a Szerb–Horvát–Szlovén Királyság része lett. A második világháború idején előbb olasz, majd német csapatok szállták meg. A háborút követően újra Jugoszlávia, majd az önálló horvát állam része lett. 2011-ben 436 lakosa volt. A falu lakói hagyományosan főként mezőgazdaságból, gabonatermesztésből, juhtenyésztésből, olajbogyó termesztésből élnek. Noha a tenger közel van, a halászat nem vált a megélhetés elengedhetetlen részévé, bár az utóbbi időben több helyi lakosnak van hajója is. Egyre fontosabb szerepet játszik a turizmus is.

## Lakosság

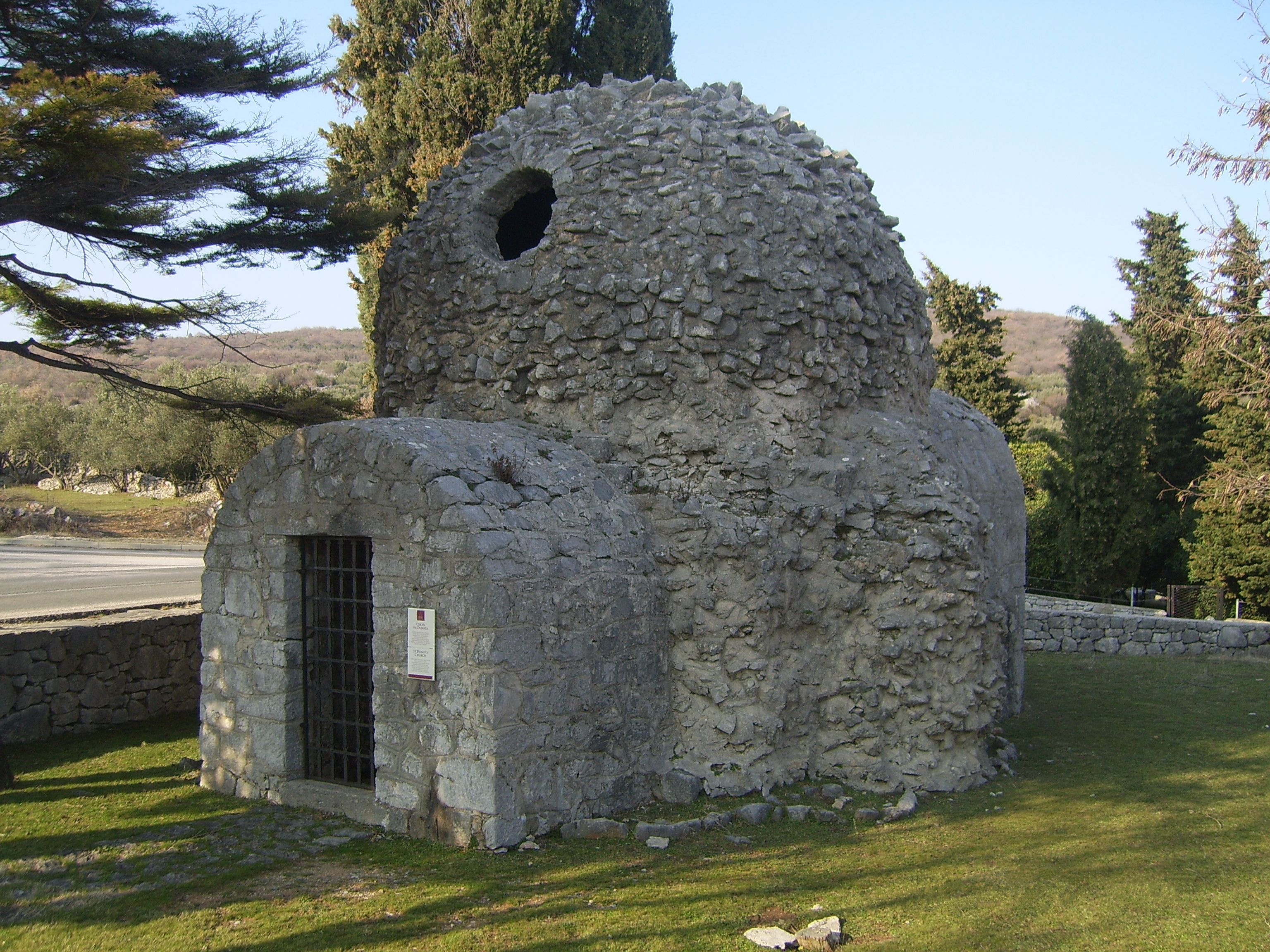
A Szent Donát kápolna

| Lakosság változása | Lakosság változása | Lakosság változása | Lakosság változása | Lakosság változása | Lakosság változása | Lakosság változása | Lakosság változása | Lakosság változása | Lakosság változása | Lakosság változása | Lakosság változása | Lakosság változása | Lakosság változása | Lakosság változása | Lakosság változása |
| ------------------ | ------------------ | ------------------ | ------------------ | ------------------ | ------------------ | ------------------ | ------------------ | ------------------ | ------------------ | ------------------ | ------------------ | ------------------ | ------------------ | ------------------ | ------------------ |
| 1857               | 1869               | 1880               | 1890               | 1900               | 1910               | 1921               | 1931               | 1948               | 1953               | 1961               | 1971               | 1981               | 1991               | 2001               | 2011               |
| 271                | 298                | 356                | 403                | 403                | 444                | 455                | 428                | 396                | 392                | 347                | 277                | 232                | 250                | 325                | 436                |

## Nevezetességei
- Szent Jakab apostol tiszteletére szentelt temploma 1864 és 1865 között épült a régi templom helyén.
- A falu alatt a Krkre, Punatra és Vrbnikre menő utak kereszteződésében áll a kora középkori, kőből épített kis Szent Donát kápolna.[4]
- A kápolnáról elnevezett öbölparti Dunat nevű helyen újabban strandot és kikötőt építettek ki vendéglátóhelyekkel, sílifttel, rekreációs központtal.